# R Trianguli
R Trianguli är en pulserande variabel av Mira Ceti-typ (M) i stjärnbilden Triangeln. Stjärnan var den första i Triangelns stjärnbild som fick en variabelbeteckning.
Stjärnan varierar mellan visuell magnitud +5,4 och 12,6 med en period av 266,9 dygn.

## Fotnoter
1. ↑  Variabelstjärnornas beteckningar börjar med bokstäverna R-Z, därefter A-Q, följt av RR-ZZ och AA-QQ, varefter de börjar betecknas med bokstaven V och ett ordningsnummer, från och med V335.